# 종기
종기(腫氣, 영어: boil, furuncle)는 피부의 털구멍 따위로 화농성 균이 들어가서 생기는 염증이다.

## 같이 보기
- 종양
- 부스럼
- 피부 질환
- 농양